# Эскадренные миноносцы типа «Асасио»
Эскадренные миноносцы типа «Асасио» (яп. 朝潮型駆逐艦 Асасиогата кутикукан) — тип эскадренных миноносцев Императорского флота Японии. Всего было построено 10 кораблей данного типа.

## История создания и конструкция
Заказаны в 1934 году. Эсминцы «крейсерского» типа, проектировавшиеся и строившиеся уже после выхода Японии из всех морских договоров в декабре 1934 года. Должны были сочетать скорость, дальность плавания и огневую мощь специального типа с отсутствием проблем с остойчивостью и прочностью корпуса, как на типе «Сирацую».
Было решено вернуться к двум турбозубчатым агрегатам, аналогичным устанавливавшимся на тип «Фубуки», с общей мощностью в 50 тысяч л. с. Увеличенные топливные цистерны позволили достичь дальности плавания в 10,5 тысяч километров.
Артиллерийское вооружение было представлено тремя спаренными артустановками 127-мм/50 типа C, расположенных по линейно-возвышенной схеме (вторая АУ при этом располагалась не в носу, как в первоначальной компоновке типа «Хацухару», а над кормовой надстройкой).
В качестве зенитного вооружения впервые на японских эсминцах устанавливались два спаренных зенитных автомата Тип 96, располагавшиеся по бокам от второй трубы.
Торпедное вооружение повторяло применённое на типе «Сирацую» — два счетверённых 610-мм торпедных аппарата Тип 92, с автоматизированной системой перезарядки и двойным боекомплектом торпед Тип 93.
В 1935—1939 годах на японских верфях было построено 10 кораблей этого типа.
Тем не менее данный тип эсминцев оказался малоудачным из-за плохой маневренности (для чего уже после вступления в строй была изменена форма кормовой части) и ненадёжности новой силовой установки, в результате чего было решено перейти к строительству более совершенных эсминцев типа «Кагэро».

## История службы
К моменту вступления Японии во Вторую Мировую «Арарэ» и «Касуми» входили в состав эскорта авианосного ударного соединения, направлявшегося к Перл-Харбору, «Асагумо», «Минэгумо», «Нацугумо» входили в состав 3-го дивизиона эсминцев, а «Асасио», «Осио», «Митисио», «Арасио» в состав 8-го.
Третий дивизион участвовал в захвате Филиппин, а восьмой дивизион прикрывал переброску войск в Малайю.
В начале 1942 года оба дивизиона были переброшены в Индонезию. 19 февраля «Осио», «Асасио» и «Митисио» потопили в проливе Бандунг голландский эсминец «Пит Хэйн».
Несколько эсминцев этого типа приняло участие в сражении в Яванском море 27-28 февраля 1942 года, в ходе которого «Асагумо» и «Минэгумо» провели несколько безуспешных торпедных атак, а также в артиллерийской дуэли с британскими эсминцами «Энкаунтер» и «Электра» потопили последний.
Корабли 8-го и 9-го (бывший 3-й) дивизионов в июне 1942 года принимали участие в операции у Мидуэя, а в июле «Араре» и «Касуми» отправились на Алеутские острова. 5 июля 1942 года в результате атаки американской подводной лодки «Гроулер» «Арарэ» был потоплен, а «Касуми» тяжело повреждён.
«Нацугумо» участвовал в сражении у мыса Эсперанс 12 ноября 1942 года, где был потоплен американской авиацией в ходе попытки спасти экипажи тяжелого крейсера «Фурутака» и эсминца «Фубуки».
20 февраля 1943 года «Осио» был торпедирован американской подводной лодкой «Альбакор» северо-западнее острова Манус .
«Арасио» и «Асасио» 4 марта 1943 года входили в группу из восьми эсминцев и четырёх транспортов, перевозивших войска из Рабаула в Лаэ и были потоплены американской и австралийской авиацией вместе с ещё двумя эсминцами и четырьмя транспортами.
«Минегумо» 6 марта того же года был потоплен в сражении в проливе Блэкетт огнём американских крейсеров «Монпелье», «Кливленд» и «Денвер».
В 1943—1944 годах на уцелевших кораблях была проведена модернизация, заключающаяся в замене второй 127-мм АУ батареей зенитных автоматов(с доведением их количества до 15, а позже до 28), установке 4 бомбомётов и увеличении боекомплекта глубинных бомб до 36, снятии второго боекомплекта торпед.
«Асагумо», «Митисио» и «Ямагумо» участвовали в обороне Марианских островов и погибли во время сражения в проливе Суригао 25 октября 1944 года.
«Касуми» погиб в ходе операции Тэн-Го, таким образом, ни один корабль этого типа войну не пережил.

## Представители[3]
| Название                                       | Место постройки                  | Заложен              | Спущен на воду       | Введён в эксплуатацию | Судьба |
| ---------------------------------------------- | -------------------------------- | -------------------- | -------------------- | --------------------- | --- |
| Асасио (яп. 朝潮 «Утренний прилив»)            | Сасебо, Япония                   | 7 сентября 1935 года | 16 декабря 1936 года | 31 августа 1937 года  | Потоплен американской и австралийской авиацией в море Бисмарка 4 марта 1943 года                                         |
| Осио (яп. 大潮 «Большой прилив»)               | Майдзуру, Япония                 | 5 августа 1936 года  | 19 апреля 1937 года  | 31 октября 1937 года  | Торпедирован USS Albacore в точке с координатами 00°50′ ю. ш. 146°06′ в. д. 20 февраля 1943 года                         |
| Митисио (яп. 満潮 «Полный прилив»)             | Верфи Фудзинагата, Осака, Япония | 5 ноября 1935 года   | 15 марта 1937 года   | 31 октября 1937 года  | Потоплен торпедами и артиллерийским огнём американских кораблей во время сражения в проливе Суригао 25 октября 1944 года |
| Арасио (яп. 荒潮 «Бурный прилив»)              | верфи Кавасаки, Кобе, Япония     | 1 октября 1935 года  | 26 мая 1937 года     | 30 декабря 1937 года  | Потоплен американской и австралийской авиацией в море Бисмарка 4 марта 1943 года                                         |
| Нацугумо (яп. 夏雲 «Летнее облако»)            | Сасебо, Япония                   | 1 июля 1936 года     | 26 мая 1937 года     | 10 февраля 1938 года  | Потоплен американской авиацией в сражении у мыса Эсперанс 12 ноября 1942 года                                            |
| Ямагумо (яп. 山雲 «Горное облако»)             | Верфи Фудзинагата, Осака, Япония | 4 ноября 1936 года   | 24 июля 1937 года    | 15 января 1938 года   | Потоплен торпедами американских кораблей во время сражения в проливе Суригао 25 октября 1944 года                        |
| Минэгумо (яп. 峯雲 «Облако на горной вершине») | Верфи Фудзинагата, Осака, Япония | 22 марта 1937 года   | 4 ноября 1937 года   | 30 апреля 1938 года   | Потоплен огнём американских кораблей в сражении в проливе Блэкетт 6 марта 1943 года                                      |
| Асагумо (яп. 朝雲 «Утреннее облако»)           | верфи Кавасаки, Кобе, Япония     | 23 ноября 1936 года  | 5 ноября 1937 года   | 31 марта 1938 года    | Потоплен торпедами и артиллерийским огнём американских кораблей во время сражения в проливе Суригао 25 октября 1944 года |
| Арарэ (яп. 霰 «Град»)                          | Майдзуру, Япония                 | 5 марта 1937 года    | 16 ноября 1937 года  | 15 апреля 1939 года   | Торпедирован USS Growler в районе острова Кыска 5 июля 1942 года                                                         |
| Касуми (яп. 霞 «Туманная дымка»)               | Урага, Япония                    | 1 декабря 1936 года  | 18 ноября 1937 года  | 24 июня 1939 года     | Потоплен американской авиацией в ходе операции Тэн-Го 7 апреля 1945 года                                                 |